# Wolfgang Holler
Wolfgang Holler (* 1956 in Koblenz am Rhein) ist ein deutscher Kunsthistoriker und Museumsdirektor. Er war von 1991 bis 2009 Direktor des Kupferstich-Kabinetts Dresden und 2009 bis 2022 Generaldirektor Museen der Klassik Stiftung Weimar. Seit 2021 ist er Präsident der Sächsischen Akademie der Künste.

## Leben und Wirken
Holler studierte von 1976 bis 1983 Kunstgeschichte, Neuere Geschichte, Philosophie und Publizistik an der Universität Münster, der Universität München und am Kunsthistorischen Institut in Florenz. 1983 wurde er mit einer Arbeit über Jacopo Amigonis Frühwerk in Süddeutschland in München promoviert. Studium und Promotion wurden durch die Studienstiftung des deutschen Volkes gefördert. Lehraufträge in Kunstgeschichte hatte er seit 1986 an der Universität München und seit 1993 an der Technischen Universität Dresden inne, wo er seit 2004 Honorarprofessor ist.
Ab 1984 arbeitete Holler zunächst als wissenschaftlicher Angestellter der Deutschen Forschungsgemeinschaft (DFG) an der Staatlichen Graphischen Sammlung München, von 1986 an als Konservator für das deutsche Barock und die Kunst des 20. Jahrhunderts. Zu seinen Aufgaben gehörte unter anderem die Betreuung und wissenschaftliche Bearbeitung der Sammlung zeitgenössischer Kunst des Prinzen Franz von Bayern, die er 1988 in einer Ausstellung und einem Katalogbuch präsentierte. In München kuratierte er unter anderem Ausstellungen zu Asger Jorn (1984), Das europäische Informel (1985), Julian Schnabel (1989) und Eduardo Chillida (1990).
Holler wirkte von 1991 bis 2009 als leitender Direktor des Dresdner Kupferstich-Kabinetts. Zugleich amtierte er von 2002 bis 2009 als stellvertretender Generaldirektor der Staatlichen Kunstsammlungen Dresden. Unter seiner Leitung wurden 1998 Josef-Hegenbarth-Archiv und -Haus mit Ausstellungsräumen wiedereröffnet, 2004 eröffnete das neu konzipierte und eingerichtete Kupferstich-Kabinett im Dresdner Residenzschloss. 2008 erhielt das Kupferstich-Kabinett die Auszeichnung als „Museum des Jahres“.
In Dresden war Holler verantwortlich für mehr als achtzig nationale und internationale Ausstellungen, darunter „Gems of the Floating World: Ukiyo-e Prints from the Dresden Kupferstich-Kabinett“ (New York 1995), „Im Licht – Durchs Licht – Zum Licht. Hermann Krone, Photograph“ (1998/99), „Eine gute Figur machen. Kostüm und Fest am Dresdner Hof“ (2000), „Gerhard Richter – Aquarelle und Zeichnungen“ (2000), „Gerhard Altenbourg“ (2003/2004), „Weltsichten: Meisterwerke der Zeichnung, Graphik und Photographie“ (2004), „Rembrandt. Die Dresdner Zeichnungen“ (2004/05), „Dresden - Spiegel der Welt. Die Staatlichen Kunstsammlungen Dresden in Japan“ (2005), „Toulouse-Lautrec. Noblesse des Gewöhnlichen“ (2005/2006), Menzel in Dresden (2005/2006), „Disegni Italiani del Quattrocento nel Kupferstich-Kabinett di Dresda“ (2006), „Georg Baselitz. Graphik 1964 bis 1984“ (2008), „Carl Gustav Carus. Natur und Idee“ (2009).
Von 2009 bis 2022 war Holler Generaldirektor der Museen und Künstlerhäuser der Klassik Stiftung Weimar. Auf musealer Seite war er verantwortlich für die Neueinrichtung der Wohnung von Franz Liszt im Liszt-Haus (2011), die neue Dauerpräsentation im Goethe-Nationalmuseum „Lebensfluten – Tatensturm“ (2012), das neue Zentrale Museumsdepot (2014), die überarbeiteten Konzeptionen für die Dauerpräsentationen in Schloss Kochberg, des Schiller-Museums in Bauerbach, der Goethe-Gedenkstätte in Stützerbach; 2019 wurden das neu konzipierte Museum Neues Weimar mit der neuen Dauerpräsentation zu Weimar um 1900 und das Bauhaus-Museums mit seiner neuen Dauerausstellung (2019) eröffnet; im selben Jahr folgte das erste Versuchshaus des Bauhauses Haus Am Horn.
In Hollers Amtszeit wurden die Planungen für die museale Neueinrichtung des historischen Goethe-Hauses, des Residenzschlosses, des Schlosses Belvedere, des Schiller-Museums, der Parkhöhle und der Graphischen Sammlungen begonnen oder weitergeführt; er trug die museale Verantwortung für über vierzig nationale und internationale Ausstellungen, darunter die Ausstellungen „Abschied von Ikarus. Bildwelten in der DDR – neu gesehen“ (2012/2013); „Leidenschaft, Funktion und Schönheit. Henry van de Veldes Beitrag zur Europäischen Moderne“ (2013), „Krieg der Geister. Weimar als Symbolort deutscher Kultur vor und nach 1914“ (2014), „Cranach in Weimar“ (2015); gemeinsam mit der Stiftung Schloss Friedenstein Gotha die Thüringer Landesausstellung „Die Ernestiner – Eine Dynastie prägt Europa“ (2016), „Winckelmann. Moderne Antike“ (2017), „Abenteuer Vernunft. Goethe und die Naturwissenschaften um 1800“ (2019), „Ich hasse die Natur! Mensch, Natur, Zukunft“ (2021).
Im Auftrag der Klassik-Stiftung war Holler ab 2013 einer von drei Gesellschaftern der Bauhaus Kooperation Berlin Dessau Weimar und mitverantwortlich für die Planung und Durchführung des Bauhausjahrs 2019.

## Mitgliedschaften und Funktionen
Holler ist Mitglied der Bayerischen Akademie der Schönen Künste und der Sächsischen Akademie der Künste, deren Präsident er seit 2021 ist. Zudem ist er Mitglied im Wissenschaftlichen Beirat, Kunsthistorische Forschung an der Bayerischen Akademie der Wissenschaften, Corpus der Barocken Deckenmalerei in Deutschland.
Von 1991 bis 2009 war er Mitglied des International Advisory Council of Keepers of Public Collections of Graphic Art, zuletzt als Präsident. Er gehörte zahlreichen kulturpolitischen und wissenschaftlichen Gremien und Kommissionen an, darunter der Sächsische Kultursenat, der Kunstbeirat der Kulturstiftung des Freistaates Sachsen, das Kuratorium der Akademie Schloss Solitude in Stuttgart, der Wissenschaftliche Beirat des Zentralinstituts für Kunstgeschichte in München, das Wissenschaftliche Kuratorium der Stiftung Gedenkstätten Buchenwald und Mittelbau-Dora. Er fungierte als Vorsitzender des Kuratoriums der Kulturstiftung Thüringen und als Mitglied im Leipziger Kreis der großen deutschen Kunstmuseen. Von 1994 bis 2009 war er unter der Leitung des Sonderbotschafters Tono Eitel einer der von der Bundesrepublik Deutschland beauftragten Experten in der Kommission „Rückführung kriegsbedingt vermisster Kulturgüter“ aus der Ukraine.

## Privates
Wolfgang Holler ist mit der Philosophin Constanze Peres verheiratet und Vater eines Sohnes.

## Veröffentlichungen (Auswahl)

### Als Autor
- Das Informel in der europäischen Druckgraphik. Staatliche Graphische Sammlung München, 1985.
- Jacopo Amigonis Frühwerk in Süddeutschland. Olm, Hildesheim/Zürich/New York, 1986, ISBN 3-487-07727-2.
- Zeichenkunst der Gegenwart. Die Sammlung Prinz Franz von Bayern.  Staatliche Graphische Sammlung München 1988, ISBN 3-7913-0972-2.
- mit Richard Harprath: Eduardo Chillida. Druckgraphik und Zeichnungen. Staatliche Graphische Sammlung München, 1990.
- Von Wüstlingen und anderen Zeitgenossen. Graphik von William Hogarth 1697–1764. Kupferstich-Kabinett Dresden, 1995.
- Barry LeVa. Zeichnungen von 1967 bis 1996. Kupferstich-Kabinett Dresden, 1998.
- Per Kirkeby. Holzschnitte. Kupferstich-Kabinett Dresden, 1999, ISBN 3-932264-13-4.
- Mein romantischer Blick. Claus Weidensdorfer – Landschaften. Kupferstich-Kabinett Dresden, 2000, ISBN 3-932264-18-5.
- Barbara Klemm – Fritz Klemm. Photographien, Gemälde, Zeichnungen. Deutscher Kunstverlag, Berlin/München 2007, ISBN 9783422067110.

### Als Herausgeber
- mit Claudia Schnitzer: Weltsichten. Meisterwerke der Zeichnung, Graphik und Photographie. Deutscher Kunstverlag, Berlin/München 2004, ISBN 3-422-06452-4.
- mit Cordula Bischoff, Naoki Sato: Dresden. Spiegel der Welt. Die Staatlichen Kunstsammlungen in Japan. The National Museum of Western Art Tokio, 2005, ISBN 4-906536-29-8.
- mit Annika Johannsen: DruckStelle, Graphik von Chillida bis Uecker. Deutscher Kunstverlag, Berlin/München 2008, ISBN 9783422068063.
- mit Ulrike Bestgen, Simone Förster, Walter Smerling: Hans-Christian Schink. Hatje Cantz, Stuttgart 2011, ISBN 9783775728263.
- mit Kristin Knebel: Goethes Wohnhaus. Klassik Stiftung Weimar, 2011, ISBN 9783744301527
- mit Karl-Siegbert Rehberg, Paul Kaiser: Abschied von Ikarus. Bildwelten in der DDR – neu gesehen. Walther König, Köln 2012, ISBN 9783863352240.
- mit Gudrun Püschel, Bettina Werche: „Lebensfluten Tatensturm“ – Goethes Zeit, sein Leben und Werk aus sieben Perspektiven. Klassik Stiftung Weimar, Weimar 2012, ISBN 9783744301541.
- mit Gerda Wendermann, Gudrun Püschel: Krieg der Geister. Weimar als Symbolort Deutscher Kultur vor und nach 1914. Sandstein Verlag, Dresden 2014, ISBN 9783954980727.
- mit Karin Kolb: Cranach in Weimar. Sandstein Kommunikation, Dresden 2015, ISBN 9783954981625.
- mit Ute Ackermann, Ulrike Bestgen: Das Bauhaus-Museum Weimar. Das Bauhaus kommt aus Weimar. Hirmer; München 2019, ISBN 9783777432724.
- mit Sabine Walter, Thomas Föhl: Neues Museum Weimar. Van de Velde, Nietzsche und die Moderne um 1900. Hirmer, München 2019, ISBN 9783777432786.